# Ельжирчан
Ельжирчан (устар. Ельжирган) — река в России, протекает по Башкортостану. Устье реки находится в 20 км по левому берегу реки Накас. Длина реки составляет 13 км.

## Данные водного реестра
По данным государственного водного реестра России относится к Уральскому бассейновому округу, водохозяйственный участок реки — Большой Ик. Речной бассейн реки — Урал (российская часть бассейна).
Код объекта в государственном водном реестре — 12010000612112200005910.